# 蓝喉蜂鸟属
蓝喉蜂鸟属（学名：Chionomesa），是雨燕目蜂鸟科的一个属。，包含蓝喉蜂鸟和辉喉蜂鸟两个物种，模式物种为蓝喉蜂鸟。